# Gallowwalkers
Gallowwalkers – amerykański western łączący w sobie elementy horroru w reżyserii Andrew Gotha. Premiera odbyła się 27 października 2012 roku na platformie DVD i Blu-ray.
Zdjęcia do filmu kręcono w Namibii.

## Fabuła
Źródło.
Głównym bohaterem filmu jest tajemniczy rewolwerowiec Aman (Wesley Snipes), który zabija każdego kogo spotka na swojej drodze. Gdy Aman otrzymuje nową broń, ta rzuca na niego klątwę. Każdy, kto zawdzięcza mu śmierć, powróci z żądzą odwetu.

## Obsada
Źródło.
- Wesley Snipes jako Aman
- Kevin Howarth jako Kansa
- Riley Smith jako Fabulos
- Tanit Phoenix jako Angel
- Patrick Bergin jako Marshall Gaza
- Steven Elder jako Apollo Jones
- Diamond Dallas Page jako Skullbucket
- Jenny Gago jako Mistress
- Simona Brhlikova jako Kisscut
- Alyssa Pridham jako Sueno
- Alex Avant jako Forty Bold
- Hector Hank jako Hool
- Jonathan García jako Slip Knot